# Атлас (комета)
Атлас или C/2019 Y4 (ATLAS) е комета, открита на 28 декември 2019 от проекта ATLAS. В началото на 2020 тя е вече видима с бинокъл като се предполага, че ще достигне максимална яркост в средата на април, когато евентуално да бъде видима с просто око. Наблюдения, съобщени на 6 април, показват, че яркостта е престанала да расте, а размиването на очертнията сочи, че тя вероятно се разпада и бързо ще загуби блясък.
През първите месеци на откриването ѝ кометата е наблюдавана в съзвездието Голямата мечка, но траекторията ѝ по-нататък ще е в съзвездието Жираф. Мястото на появата е в близост със северния небесен полюс, така че тя е наблюдаема от северното полукълбо.
1. ↑  Central Bureau for Astronomical Telegrams, Electronic Telegram No. 4712, 2020 January 11 (Daniel W. E. Green), Y4 (ATLAS)[неработеща препратка]
2. ↑  King B., Comet ATLAS: Will it Become a Naked-Eye Object?, Sky & Telescope, (March 25, 2020).
3. ↑  Irizarry E., Is bright Comet ATLAS disintegrating?, Earthsky, April 6, 2020